# Élections législatives turques de 2023
Les élections législatives turques de 2023, ont lieu en Turquie le 14 mai 2023, le même jour que le premier tour de l'élection présidentielle.
L'Alliance populaire menée par le Parti de la justice et du développement (AKP) du président Recep Tayyip Erdoğan — lui même candidat à sa réélection — fait campagne dans un contexte économique difficile et une montée dans les sondages de l'opposition en grande partie regroupée au sein de l'Alliance de la nation.
Le scrutin voit la victoire de l'Alliance populaire, qui conserve la majorité absolue des sièges malgré un léger recul. Cette victoire assure le maintien du contrôle de l'assemblée par le président Erdoğan, lui même réélu.

## Contexte

### Élections de 2018

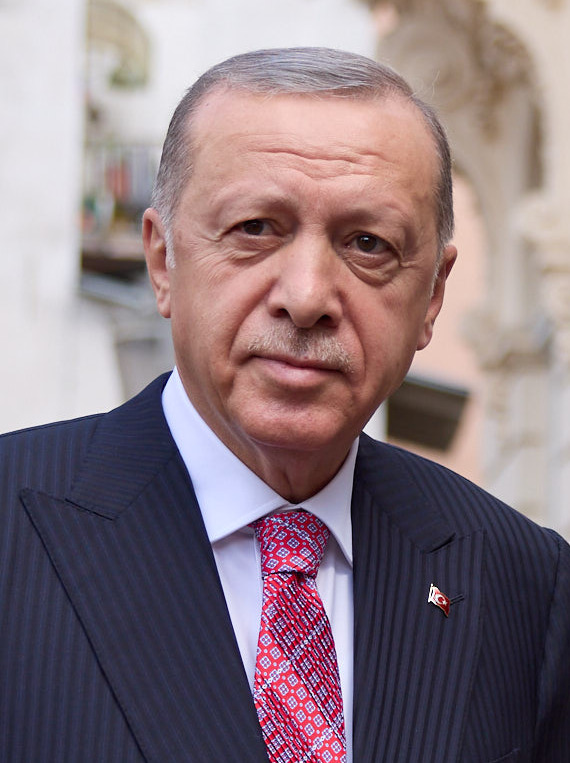
Recep Tayyip Erdoğan

Les élections législatives de 2018 marquent la transition du pays d'un régime parlementaire à un régime présidentiel en application de la réforme constitutionnelle  approuvée par 51 % des suffrages lors du référendum constitutionnel de 2017 sous l'impulsion du président de la République Recep Tayyip Erdoğan. La Grande Assemblée nationale de Turquie est élue en même temps que le président de la République, la durée de son mandat passant de quatre à cinq ans, et le nombre de ses membres est porté de 550 à 600 députés. Ses pouvoirs sont en revanche grandement diminués. Elle ne choisit ainsi plus le Premier ministre, dont le poste est supprimé au profit du président, qui nomme directement les membres du gouvernement, dont un vice-président. Les élections législatives sont convoquées de manière anticipée, presque un an et demi avant l'échéance normale, afin de faire coïncider le mandat de la législature avec celui présidentiel. Le Parti de la justice et du développement (AKP), donné comme grand favori du scrutin, perd de peu la majorité absolue des sièges qu'il détenait à lui seul à la Grande Assemblée nationale, mais conserve le pouvoir grâce à son alliance avec le Parti d'action nationaliste au sein de l'Alliance populaire. Les principaux partis d'opposition : le Parti républicain du peuple (CHP) et Le Bon Parti (İYİ), ne parviennent pas à s'imposer malgré leur réunion au sein de l'Alliance de la nation, dissoute peu après le scrutin, tandis que le Parti démocratique des peuples (HDP) n'enregistre qu'une faible progression.
Vainqueur quant à lui de l'élection présidentielle organisée simultanément, Erdogan sort ainsi renforcé du scrutin, disposant de pouvoirs élargis au sein d'un régime présidentiel associé à une solide majorité parlementaire. L'ancien Premier ministre Binali Yıldırım, dont la fonction a été supprimée, est élu président de la Grande Assemblée nationale.

### Affaiblissement de l'AKP
Le contexte politique du scrutin de 2023 est inédit : après plus de deux décennies de domination sans conteste du Parti de la justice et du développement (AKP) dans le paysage politique turque depuis sa victoire aux élections législatives de 2002, les sondages suggèrent régulièrement depuis deux ans la possibilité d’une défaite. Jusque là inenvisageables, ces mauvais résultats dans les sondages touchent aussi bien l'Alliance populaire principalement formée autour de l'AKP et du Parti d'action nationaliste (MHP), que le président Recep Tayyip Erdoğan en vue de l’élection présidentielle concomitante. Les élections interviennent ainsi au moment où la majorité connait un affaiblissement dans l'opinion publique, pour des raisons aussi bien économiques que générationelles.
La Turquie subit en effet depuis 2018 une crise économique par le biais d'une sucession ininterrompue de crises monétaires touchant la Livre turque, qui ne cesse de se dévaluer, tandis que la balance commerciale se creuse en octobre 2022 d'un taux record de 430 %. Aggravée par un contexte de forte inflation au niveau mondial provoquée entre autres par l'invasion de l'Ukraine par la Russie début 2022, l'inflation atteint le même mois un niveau record de 85 % sur un an selon les chiffres officiels, une situation jugée encore plus alarmante selon les institutions indépendantes. L’augmentation rapide du prix des denrées de base qui frappe et précarise l’ensemble de la population devient naturellement la principale préoccupation de l’électorat, plaçant la dégradation du pouvoir d’achat au cœur de la campagne électorale. Dans une enquête de l’institut Optimar de mars 2022, 75,8 % des sondés considéraient ainsi les questions économique comme « le plus important problème » du pays. Cette situation est jugée susceptible de remettre en cause la politique économique du président, voire le détacher de son électorat, historiquement situé parmi les classes populaire, les plus durement touchées par l'inflation. Pour autant, le gouvernement peut continuer à se targuer d'une augmentation de la croissance, l'économie turque faisant preuve d'une forte résilience face à l'inflation.
D'autre part, les jeunes générations venant d'acquérir le droit de vote à l’aube des années 2020 se révèlent bien différentes de celles ayant porté l'AKP au pouvoir, séduites par son national-conservatisme religieux. Plus urbaine et plus éduquée, la jeunesse est beaucoup moins pratiquante que ses aînés mais également plus critique de l'autoritarisme présidentiel d'Erdoğan. Le changement de génération pourrait ainsi bénéficier aux partis d'opposition.

### Séisme de février 2023

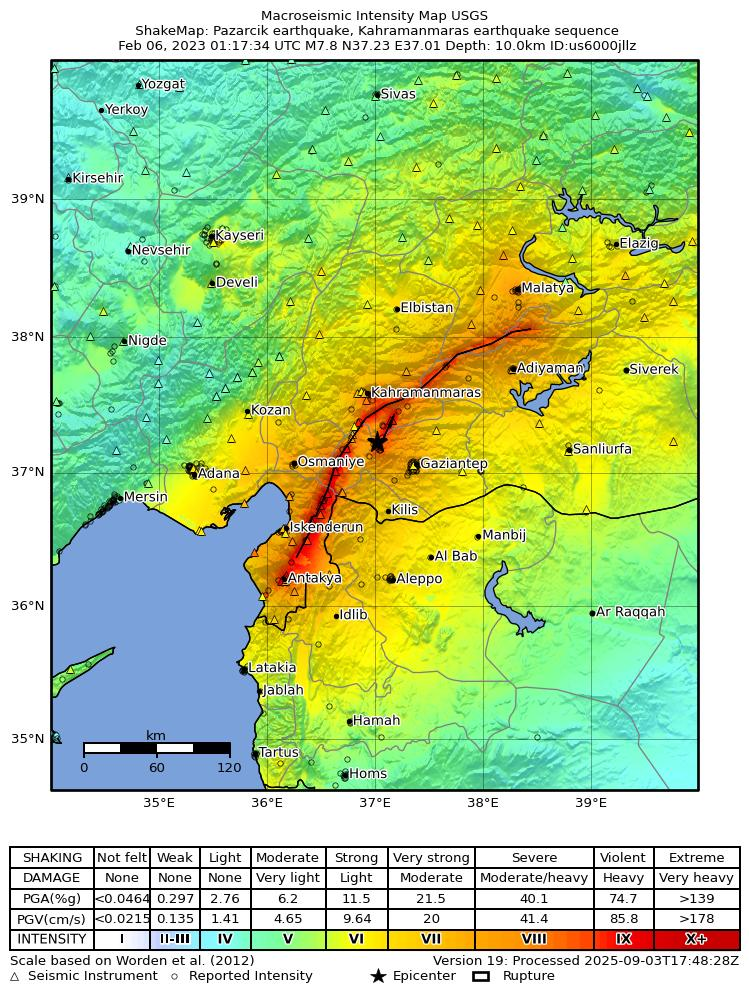
Carte de l'intensité du séisme.

Le pays est durement touché début février par une série de violents séismes qui font plusieurs milliers de morts et de blessés. Le président Erdoğan fait l'objet de critiques à cette occasion, ayant rencontré ou appelé au téléphone les maires des communes touchées membres de l'AKP, mais refusé de le faire pour ceux du CHP. Le gouvernement fait surtout preuve d'un manque de réaction dans la gestion immédiate des zones sinistrées, en tardant à faire appel à l'armée alors même qu'une large partie des populations concernées se trouvent ensevelies sous les décombres de leurs habitations par des températures en dessous de zéro, aggravant le nombre de victimes dans les jours qui suivent. L'évènement est rapidement comparé au  séisme de 1999 à Izmit, qui avait vu 18 000 militaires déployés en 48 heures et avait été l'une des causes de la victoire de l'AKP aux élections législatives de 2002, portant pour la première fois Erdogan au pouvoir. Celui-ci finit le 27 février par « demander pardon » pour cette lenteur dans le déploiement des secours,. Cette catastrophe humaine et matérielle fait plus de 50 000 morts et près de 32 milliards d'euros de dégâts en Turquie selon une estimation de la Banque mondiale,. La non application des normes antisismiques lors de la construction des bâtiments de cette région — pourtant située sur la jonction triple de Karliova — est vivement critiquée, d'autant plus que plusieurs taxes spéciales sur les transactions immobilières et les jeux d'argent mises en place après le séisme d'Ismit sont censées alimenter depuis vingt ans un fonds de prévention pour un total cumulé de 100 milliards de livre turque, soit environ 5 milliards d'euros. Face à la colère populaire, le gouvernement multiplie les enquêtes et mises en accusations de promoteurs immobiliers,
Si l'impact du séisme sur la campagne électorale fait un temps redouter au président Erdoğan une sévère perte de popularité, celle ci n'est finalement que peu impactée début mars. Le gouvernement parvient en effet à convaincre ses électeurs qu'il est le plus à même de mettre en œuvre la reconstruction post-séisme, se donnant ainsi l'image de celui capable de « soigner les blessures » du pays,,. Le 10 mars, Erdogan fixe officiellement l'élection présidentielle et les législatives au 14 mai 2023, invoquant la collusion avec le calendrier des examens universitaires, des vacances et du pèlerinage du Hajj pour avancer d'un mois ces scrutins, initialement prévus le 18 juin,,. Le choix du 14 mai revêt par ailleurs une portée symbolique, cette date marquant le 73e anniversaire des élections de 1950, qui mettent fin à plusieurs décennies de quasi-régime à parti unique du Parti républicain du peuple.

## Système électoral

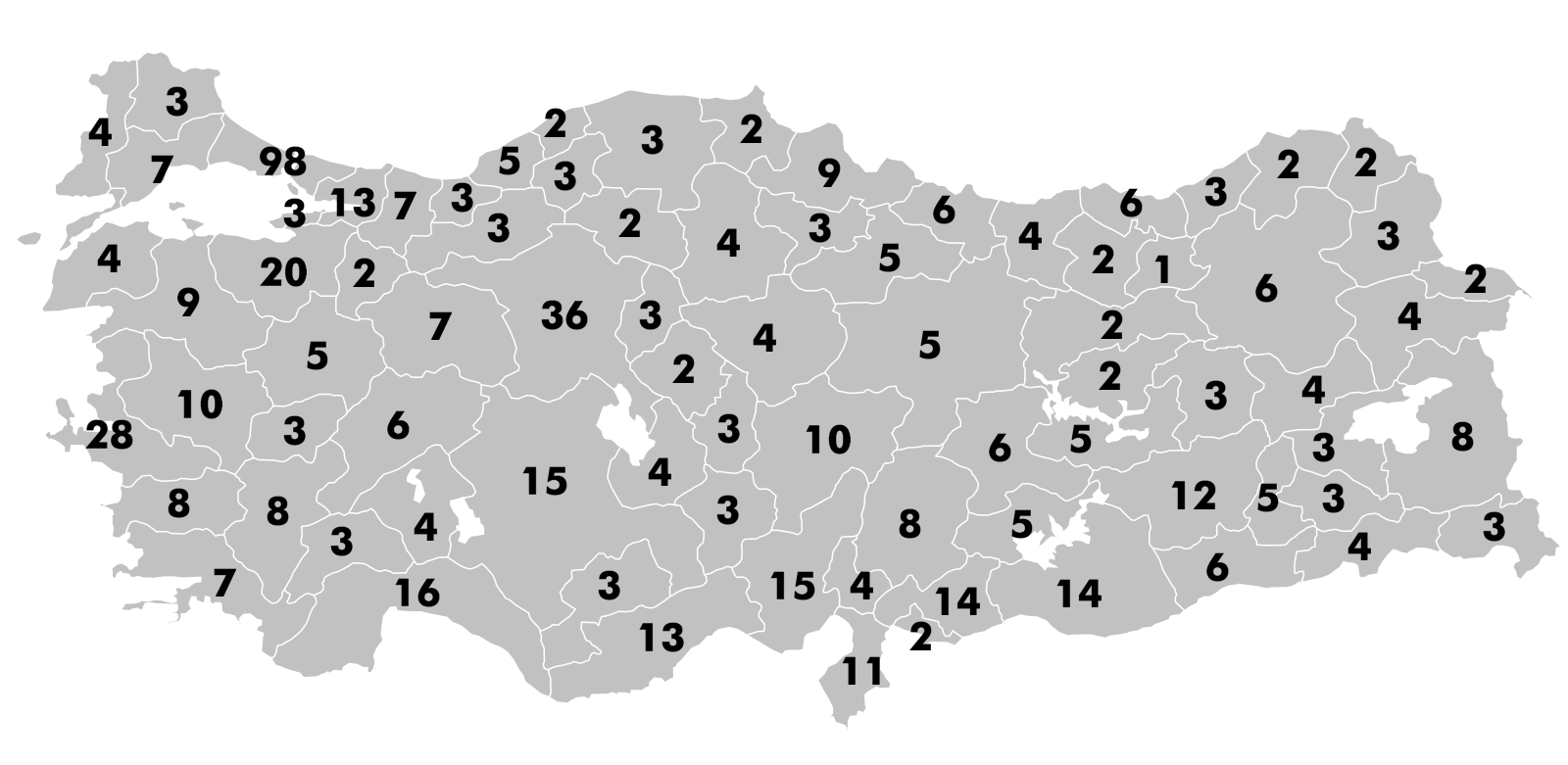
Nombre de sièges par provinces

La Grande Assemblée nationale de Turquie est le parlement unicaméral de la Turquie. Elle est composée de 600 députés élus pour cinq ans au scrutin proportionnel plurinominal à listes bloquées, répartis selon la méthode d'Hondt avec un seuil électoral de 7 %.
Le scrutin a lieu dans 87 circonscriptions plurinominales correspondant pour la plupart aux 81 provinces du pays. L'attribution du nombre de sièges par province se fait sur la base de leur population. Celles qui se voient attribuées entre 19 et 36 sièges en raison de leur importance démographique sont divisées en deux circonscriptions, et celles qui en obtiennent plus de 36 sont divisées en trois. En 2023, les villes de Bursa et d'Izmir sont par conséquent divisés en deux et Istanbul et Ankara en trois,.
Au seuil électoral s'ajoutent plusieurs conditions supplémentaires auxquelles un parti doit se soumettre pour pouvoir bénéficier de sièges. Ils doivent avoir une présence dans un minimum d'un tiers des districts d'au moins 40 provinces, dans lesquelles ils doivent présenter au moins deux candidats.
Il s'agit des premières élections turques depuis l'abaissement en 2022 du seuil électoral de 10 à 7 %, une première depuis son introduction par la junte militaire à la suite du Coup d'État de 1980,. Ce seuil, très élevé, a par le passé poussé au regroupement des formations et au vote tactique de la part des électeurs afin d'éviter que leur vote ne soit « perdu ». Lors des législatives de 2002, notamment, l'émiettement des voix amène à l'élimination de tous les partis sauf deux, l'AKP et le CHP se partageant la totalité des sièges tout en ayant recueilli respectivement 34 % et 19 % des voix. À l'inverse, au cours des législatives de juin 2015, le HDP aurait reçu de nombreuses voix en dehors de son socle électoral kurde de la part d'électeurs de l'opposition souhaitant éviter son élimination qui aurait entraîné une répartition des sièges au profit de l'AKP. Depuis la modification constitutionnelle de 2017, cependant, la possibilité d'alliances préélectorales entre deux partis ou plus a été légalisée. Dans l'hypothèse où une partie seulement des membres d'une alliance parvient à franchir le seuil de 7 %, les partis ayant échoué à l'obtenir se verraient tout de même attribuer des sièges. Enfin, dans le cas des alliances, les électeurs ont le choix de voter pour un ou l'intégralité des partis, représentés sur le même bulletin, où il convient de cocher. Les suffrages concernant une alliance sont partagés proportionnellement par les partis, suivant les scores obtenus par chacun d'eux.

## Campagne
Constituée pour les élections législatives et présidentielles de 2018, par le Parti de la justice et du développement (AKP) le Parti d'action nationaliste (MHP) et le Parti de la grande unité (BBP), l'Alliance populaire est à nouveau unie. Elle est rejointe en 2023 par le Nouveau parti de la prospérité (YRP), le Parti de la cause libre (HP) et le Parti de la gauche démocratique (DSP). Ces deux derniers se présentent au sein de la liste électorale du AKP tandis que les autres présentent leur propre liste. La coalition est ainsi une union de plusieurs petits partis de droite et d’extrême droite autour des deux partis de gouvernement, l'AKP et le MHP. Le pilier de l'Alliance populaire est le soutien commun de la candidature du président Recep Tayyip Erdoğan et du régime ultra-présidentialiste qu'il porte. Son ciment idéologique est un national-conservatisme postulant une complémentarité entre la défense de l'islam sunnite et de ses traditions et le nationalisme turque. Elle se pose en opposition aux valeurs du monde occidental et au socialisme.
Constituée pour les élections législatives et présidentielles de 2018, par le Parti républicain du peuple (CHP), Le Bon Parti (IYI), le Parti de la félicité (SP), et le Parti démocrate (DP), l'Alliance de la nation est, elle aussi, à nouveau unie. Elle est rejointe en 2023 par le Parti de la démocratie et du progrès, le Parti pour le changement en Turquie (en) et le Parti du futur (en). A part le IYI, qui présente sa propre liste, tous les partis de l'alliance se présentent au sein de la liste électorale du CHP. La coalition est ainsi une union de plusieurs partis de centre-gauche et de centre-droit autour des principaux partis d'opposition du pays, le CHP et l'IYI. Les partis la constituant ne sont pas réellement unis par une même idéologie, le CHP étant social-démocrate et le IYI étant libéral-conservateur, mais par une même opposition à l'AKP d'Erdoğan et la nécessité de s'unir pour le battre,. Bien que réunissant des partis aux vues politiques divergentes, la coalition rassemble sur son opposition au président sortant, son programme se basant essentiellement sur un retour au régime parlementaire en vigueur avant 2018, ainsi que le rétablissement de l'économie, la lutte contre l'inflation et le respect des droits humains et normes démocratiques. Avant même sa désignation, son candidat à la présidence est ainsi ouvertement présenté comme ayant pour principale fonction de mettre en œuvre une telle révision constitutionnelle qui ramènerait sa fonction à celle d'un président essentiellement honorifiques doté d'un mandat unique de sept ans, le pouvoir exécutif devant à nouveau être assumé par un Premier ministre choisi par le parlement,. Kılıçdaroğlu s'engage notamment à nommer aux postes de vice-présidents les chefs des cinq autres partis de l'Alliance ainsi que Ekrem İmamoğlu et Mansur Yavaş, respectivement maires CHP d'Istanbul et d'Ankara. Les six partis obtiendraient des ministères au prorata de leurs résultats électoraux en députés, avec au minimum un ministère chacun. L'alliance s'engage par ailleurs à ce que l'assemblée élue en 2023 soit maintenue jusqu'au terme de son mandat de cinq ans,.
Constitué pour les élections législatives de 2011 principalement autour du Parti démocratique des peuples (HDP) à partir de 2012, deuxième parti d'opposition du pays, le Congrès démocratique des peuples (HDK), composé d'une multitude de petits partis politiques de gauche et d’extrême gauche, s'allie en amont des élections de 2023 avec le Parti du mouvement ouvrier (EHP) et le Parti des travailleurs de Turquie (TIP) pour former l'Alliance du travail et de la liberté. La coalition unit les thématiques anticapitalistes, écologistes, libertaires et progressistes. Elle conteste à la fois le national-conservatisme de l'Alliance du peuple, le kémalisme de l'Alliance de la nation, et le capitalisme admis par les deux formations. Le 24 mars 2023, le TIP annonce présenter sa propre liste tandis que les partis membres du HDK, ainsi que le EHP annoncent se présenter au sein de la liste électorale du Parti de la gauche verte (YSP). Le but de cette liste unitaire est de se donner un plus grand poids politique, mais surtout de se protéger des menaces d'interdiction qui pèsent sur eux du fait de leurs liens supposés au Parti des travailleurs du Kurdistan (PKK). La Cour constitutionnelle examine en effet à partir du 11 avril 2023 une procédure d'interdiction du HDP, qui pourrait conduire à l’empêcher de se présenter aux élections ou même à le dissoudre,.

## Principales forces en présence
| Partis                                                               | Partis                                                               | Partis | Positionnement et idéologie                                                                                       | Chef de file                 | Résultats en 2018            |
| -------------------------------------------------------------------- | -------------------------------------------------------------------- | --- | --- | ---------------------------- | ---------------------------- |
|                                                                      |                                                                      | Parti de la justice et du développement Adalet ve Kalkınma Partisi (AKP)                                       | Droite Erdoğanisme, nationalisme, national-conservatisme, démocratie islamique, conservatisme social              | Recep Tayyip Erdoğan         | 42,56 % des voix 294 députés |
|                                                                      | Parti d'action nationaliste Milliyetçi Hareket Partisi (MHP)         | Droite à extrême droite Ultranationalisme, panturquisme, euroscepticisme, populisme de droite                  | Devlet Bahçeli | 11,10 % des voix 49 députés  |                              |
|                                                                      | Parti de la grande unité Büyük Birlik Partisi (BBP)                  | Extrême droite Nationalisme, islamisme                                                                         | Mustafa Destici                                                                                                   | au sein de l'AKP 1 député    |                              |
| Alliance populaire Cumhur İttifakı (CI)                              | Alliance populaire Cumhur İttifakı (CI)                              | Alliance populaire Cumhur İttifakı (CI)                                                                        | Alliance populaire Cumhur İttifakı (CI)                                                                           | 53,66 % des voix 344 députés |                              |
|                                                                      |                                                                      | Parti républicain du peuple Cumhuriyet Halk Partisi (CHP)                                                      | Centre gauche Kémalisme, social-démocratie, europhilie                                                            | Kemal Kılıçdaroğlu           | 22,64 % des voix 144 députés |
|                                                                      | Le Bon Parti İyi Parti (İYİ)                                         | Centre, centre droit, à droite Nationalisme, conservatisme, kémalisme, sécularisme, europhilie                 | Meral Akşener | 9,96 % des voix 42 députés   |                              |
|                                                                      | Parti de la félicité Saadet Partisi (SP)                             | Extrême droite Islamisme, euroscepticisme                                                                      | Temel Karamollaoğlu                                                                                               | 1,34 % des voix 2 députés    |                              |
|                                                                      | Parti démocrate Demokrat Parti (DP)                                  | Centre droit Nationalisme turc, libéralisme économique, conservatisme                                          | Gültekin Uysal (tr)                                                                                               | au sein d'İYİ 1 député       |                              |
| Alliance de la nation Millet İttifakı (MI)                           | Alliance de la nation Millet İttifakı (MI)                           | Alliance de la nation Millet İttifakı (MI)                                                                     | Alliance de la nation Millet İttifakı (MI)                                                                        | 33,94 % des voix 189 députés |                              |
|                                                                      |                                                                      | Parti démocratique des peuples Halkların Demokratik Partisi (HDP)                                              | Gauche Socialisme démocratique, populisme de gauche, droits des minorités, défense des Kurdes, écologie politique | Selahattin Demirtaş          | 11,70 % des voix 65 députés  |
|                                                                      | Parti des travailleurs de turquie Türkiye İşçi Partisi (TIP)         | Gauche à extrême gauche Socialisme démocratique, populisme de gauche, marxisme-léninisme, droits des minorités | Erkan Baş | au sein du HDP 2 député      |                              |
|                                                                      | Parti de la gauche verte Yeşil Sol Parti (YSP)                       | Gauche Écosocialisme, droits des minorités, démocratie directe                                                 | İbrahim Akın et Çiğdem Kılıçgün Uçar                                                                              | au sein du HDP 0 député      |                              |
| Alliance du travail et de la liberté Emek ve Özgürlük İttifakı (EÖI) | Alliance du travail et de la liberté Emek ve Özgürlük İttifakı (EÖI) | Alliance du travail et de la liberté Emek ve Özgürlük İttifakı (EÖI)                                           | Alliance du travail et de la liberté Emek ve Özgürlük İttifakı (EÖI)                                              | Nouveau                      |                              |

## Sondages

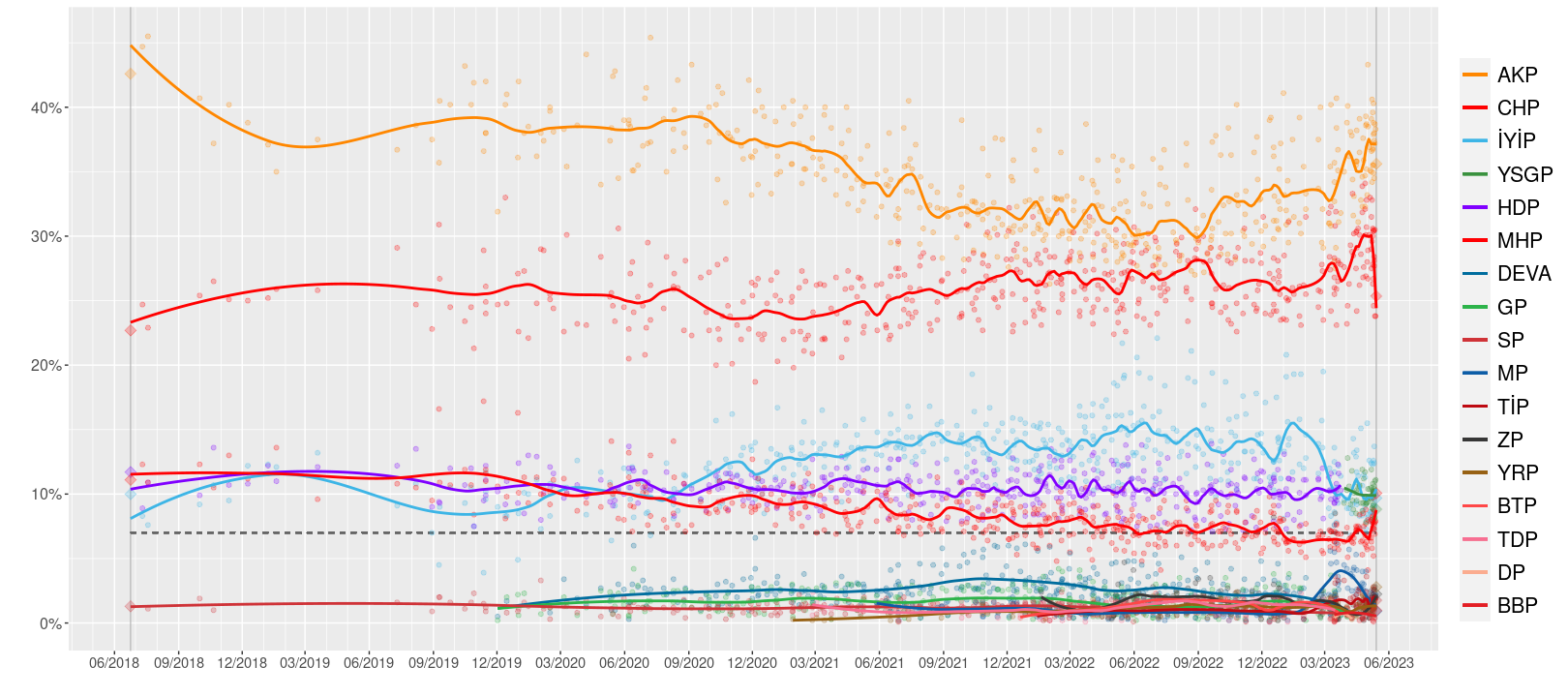
Intentions de vote depuis les précédentes élections.
Parti de la justice et du développement
Parti républicain du peuple
Le Bon Parti
Parti démocratique des peuples
Parti de la gauche verte
Parti d'action nationaliste

## Résultats
|                                            |                                            |                                         |                           |            |       |      |               |               |  |
| Partis et coalitions                       | Partis et coalitions                       | Partis et coalitions                    | Partis et coalitions      | Voix       | %     | +/-  | Sièges        | +/-           |  |
|                                            |                                            | Parti de la justice et du développement | AKP                       | 19 387 412 | 35,61 | 6,95 | 268           | 26            |  |
|                                            | Parti d'action nationaliste                | MHP                                     | 5 484 506                 | 10,07      | 1,03  | 50   | 1             |               |  |
|                                            | Nouveau parti de la prospérité             | YRP                                     | 1 529 110                 | 2,81       | Nv.   | 5    | 5             |               |  |
|                                            | Parti de la grande unité                   | BBP                                     | 533 405                   | 0,98       | N/a   | 0    | 1             |               |  |
| Total Alliance populaire                   | Total Alliance populaire                   | CUMHUR                                  | 26 934 433                | 49,47      | 4,19  | 323  | 21            |               |  |
|                                            |                                            | Parti républicain du peuple             | CHP                       | 13 791 166 | 25,33 | 1,35 | 169           | 22            |  |
|                                            | Le Bon Parti                               | İYİ                                     | 5 272 502                 | 9,68       | 0,28  | 43   | en stagnation |               |  |
| Total Alliance de la nation                | Total Alliance de la nation                | MİLLET                                  | 19 063 668                | 35,01      | 1,07  | 212  | 23            |               |  |
|                                            |                                            | Parti de la gauche verte                | YSP                       | 4 803 794  | 8,82  | 2,88 | 61            | 4             |  |
|                                            | Parti des travailleurs de Turquie          | TIP                                     | 940 230                   | 1,73       | N/a   | 4    | 2             |               |  |
| Total Alliance du travail et de la liberté | Total Alliance du travail et de la liberté | EÖI                                     | 5 744 024                 | 10,55      | 1,15  | 65   | 2             |               |  |
|                                            |                                            | Parti de la victoire                    | ZP                        | 1 215 258  | 2,23  | Nv.  | 0             | en stagnation |  |
|                                            | Parti de la justice (tr)                   | AP                                      | 108 655                   | 0,20       | Nv.   | 0    | en stagnation |               |  |
| Total Alliance ancestrale (en)             | Total Alliance ancestrale (en)             | ATA                                     | 1 323 913                 | 2,43       | Nv.   | 0    | en stagnation |               |  |
|                                            | Parti de la patrie (en)                    | Parti de la patrie (en)                 | M                         | 502 800    | 0,92  | Nv.  | 0             | en stagnation |  |
|                                            |                                            | Parti de gauche                         | SOL                       | 78 032     | 0,14  | Abs. | 0             | en stagnation |  |
|                                            | Parti communiste                           | TKP                                     | 63 509                    | 0,12       | Abs.  | 0    | en stagnation |               |  |
|                                            | Mouvement communiste (en)                  | TKH                                     | 17 864                    | 0,03       | Nv.   | 0    | en stagnation |               |  |
| Total Union des forces socialistes (en)    | Total Union des forces socialistes (en)    | SGB                                     | 159 405                   | 0,29       | Nv.   | 0    | en stagnation |               |  |
|                                            | Parti jeune                                | Parti jeune                             | GP                        | 112 731    | 0,21  | Abs. | 0             | en stagnation |  |
|                                            | Parti de la mère patrie                    | Parti de la mère patrie                 | ANAP                      | 65 686     | 0,12  | Abs. | 0             | en stagnation |  |
|                                            | Parti de la nation                         | Parti de la nation                      | MP                        | 52 382     | 0,10  | Abs. | 0             | en stagnation |  |
|                                            | Parti patriote                             | Parti patriote                          | VATAN                     | 53 339     | 0,10  | 0,13 | 0             | en stagnation |  |
|                                            | Parti des droits et libertés (en)          | Parti des droits et libertés (en)       | HAK                       | 42 547     | 0,08  | Abs. | 0             | en stagnation |  |
|                                            | Parti de la justice et de l'unité (tr)     | Parti de la justice et de l'unité (tr)  | AB                        | 41 092     | 0,08  | Nv.  | 0             | en stagnation |  |
|                                            | Parti de libération du peuple (en)         | Parti de libération du peuple (en)      | HKP                       | 32 298     | 0,06  | Abs. | 0             | en stagnation |  |
|                                            | Parti de l'union du pouvoir (tr)           | Parti de l'union du pouvoir (tr)        | GBP                       | 27 415     | 0,05  | Nv.  | 0             | en stagnation |  |
|                                            | Parti de la route nationale (tr)           | Parti de la route nationale (tr)        | MYP                       | 17 688     | 0,03  | Nv.  | 0             | en stagnation |  |
|                                            | Parti de l'innovation (en)                 | Parti de l'innovation (en)              | YP                        | 11 164     | 0,02  | Nv.  | 0             | en stagnation |  |
|                                            | Indépendants                               | Indépendants                            | Ind.                      | 226 875    | 0,42  | 0,27 | 0             | en stagnation |  |
|                                            |                                            |                                         |                           |            |       |      |               |               |  |
| Votes valides                              | Votes valides                              | Votes valides                           | Votes valides             | 54 442 419 | 97,50 |      |               |               |  |
| Votes blancs et invalides                  | Votes blancs et invalides                  | Votes blancs et invalides               | Votes blancs et invalides | 1 393 636  | 2,50  |      |               |               |  |
| Total                                      | Total                                      | Total                                   | Total                     | 55 836 055 | 100   | –    | 600           | en stagnation |  |
| Abstention                                 | Abstention                                 | Abstention                              | Abstention                | 8 354 596  | 13,02 |      |               |               |  |
| Inscrits/Participation                     | Inscrits/Participation                     | Inscrits/Participation                  | Inscrits/Participation    | 64 190 651 | 86,98 |      |               |               |  |

## Cartes

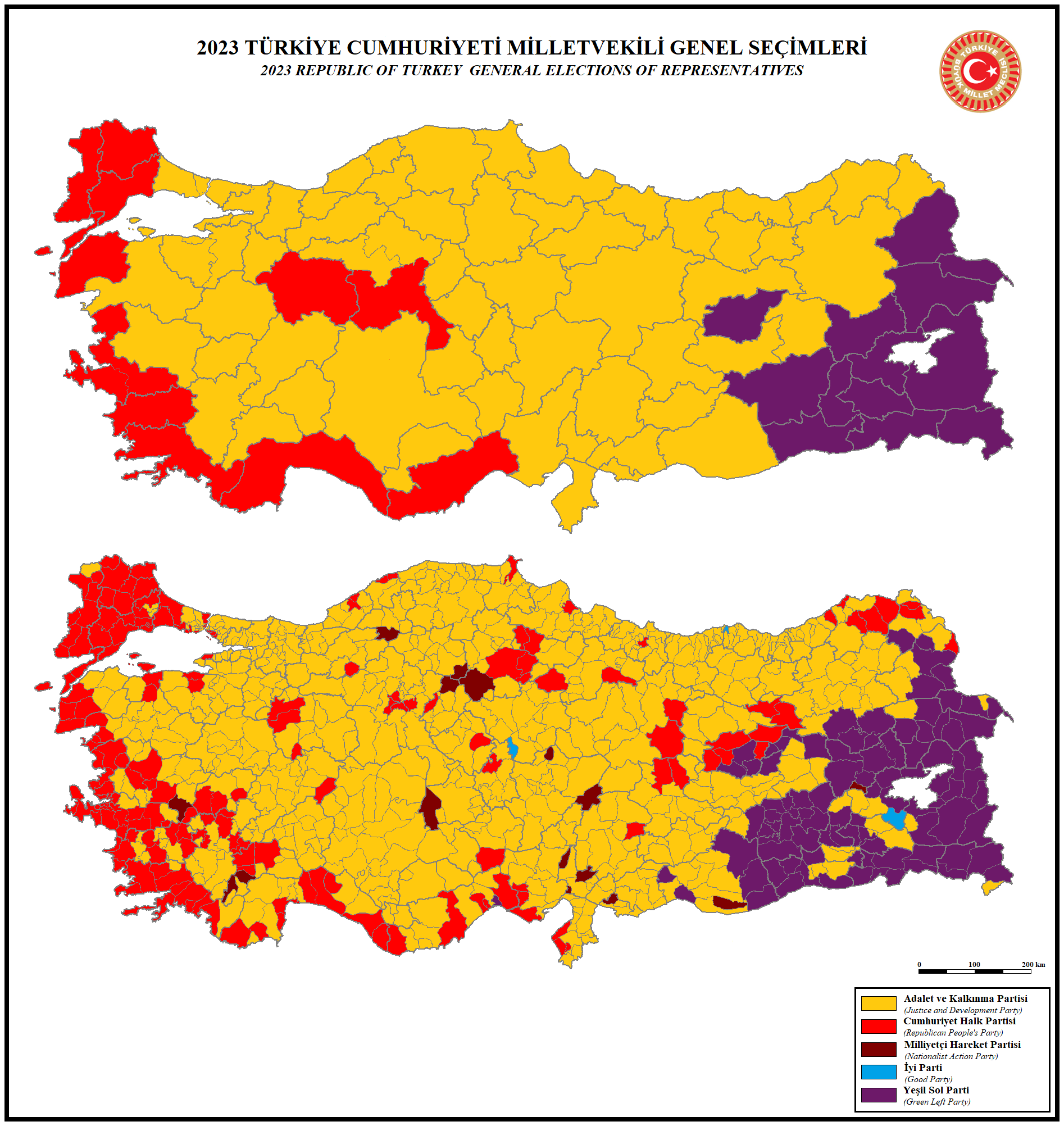
Formation arrivée en tête par province et district
Résultats par district

## Analyse
Les élections voient la victoire de l'Alliance populaire, qui conserve la majorité absolue des sièges malgré un léger recul. Ce résultat influence directement le second tour de l'élection présidentielle qui ainsi conduire soit à la reconduite du président sortant Recep Tayyip Erdoğan avec sa majorité, soit à la victoire du candidat de l'opposition Kemal Kılıçdaroğlu, alors placé en situation de cohabitation. Le candidat Sinan Oğan, arrivé troisième, annonce son soutien pour le président sortant en justifiant sa décision par la nécessité d'avoir un parlement de la même couleur politique que le président afin d'assurer la stabilité du pays, ainsi que par les positions d'Erdoğan concernant la lutte contre le terrorisme. Le second tour est remporté par Erdoğan avec plus de 52 % des voix au second tour, ce qui lui assure ainsi un troisième mandat consécutif,.
Le Parlement issu de ces élections forme l'un des hémicycles les plus à droite de l'histoire de la République turque, avec un nombre record de parlementaires nationalistes et islamistes. Avec le jeu des alliances, 16 partis sont représentés. Le nouvel hémicycle est inauguré le 2 juin, au lendemain de la certification des résultats par la commission électorale.